# المعيار الدولي لإعداد التقارير المالية رقم 16

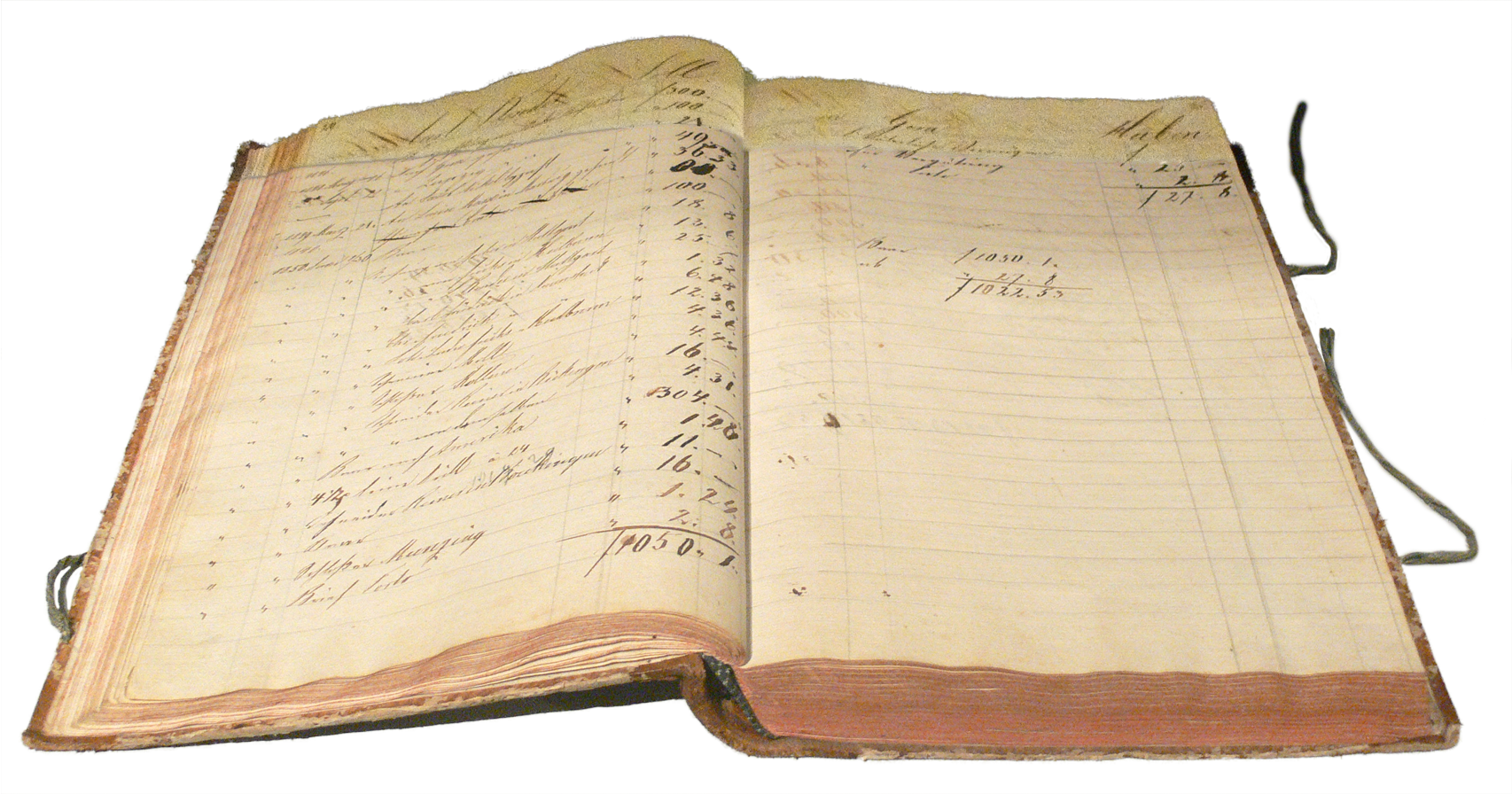

المعيار الدولي لإعداد التقارير المالية رقم 16 هو أحد المعايير الدولية لإعداد التقارير المالية التي أصدرها مجلس معايير المحاسبة الدولية، والذي يوفر إرشادات حول محاسبة عقود الإيجار. صدر المعيار في يناير من عام 2016 ويسري بالنسبة لأغلب الشركات التي تقدم تقاريرها بموجب المعايير الدولية لإعداد التقارير المالية بداية من الأول من يناير لعام 2019. يحل المعيار رقم 16 بمجرد تفعيله محل معيار التأجير السابق (معيار المحاسبة الدولية "IAS 17").